# Ordre de Sant'Iago de l'Épée
Ne doit pas être confondu avec Ordre de Santiago.

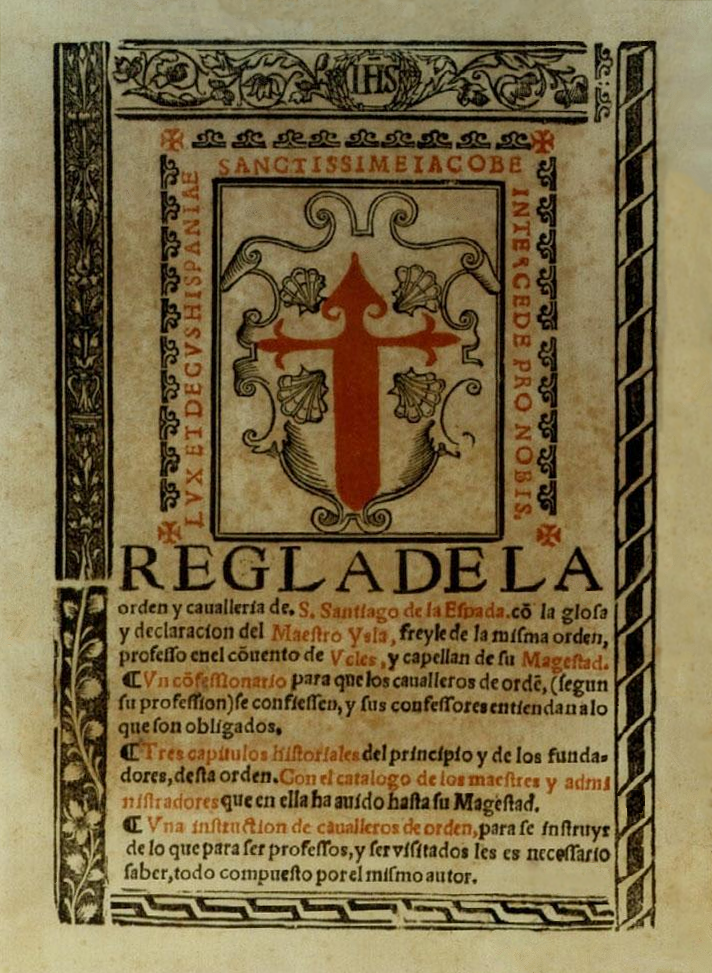
Regla de la orden y cavalleria de S. Santiago de la Espada / co(n) la glosa y declaracion del Maestro Ysla (1547).

L'ordre de Sant'Iago de l'Épée (Ordem de Sant'Iago da Espada) ou ordre militaire de Sant'Iago de l'Épée (Ordem Militar de Sant'Iago da Espada) est un ordre qui vient d'un ancien ordre militaire au Portugal, l'ordre militaire de Santiago (dit aussi ordre militaire de Saint Jacques en français), éteint en 1910. C'est en 1918 que cet ordre fut rétabli comme ordre honorifique, ayant pour grand-maître le président de la République portugaise.
Cet ordre possède six rangs, donnés ici par ordre décroissant d'importance :
1. Grande-Colar (grand-collier)
2. Grã-Cruz (grand-croix)
3. Grande-Oficial (grand officier)
4. Comendador (commandeur)
5. Oficial (officier)
6. Cavaleiro ou Dama (chevalier ou dame)

| Rubans                  | Rubans             | Rubans                | Rubans             | Rubans         | Rubans                           |
| ----------------------- | ------------------ | --------------------- | ------------------ | -------------- | -------------------------------- |
| Grand Collier (GCollSE) | Grand-croix (GCSE) | Grand Officier (GOSE) | Commandeur (ComSE) | Officier (OSE) | Chevalier (CavSE) / Dame (DamSE) |

## Les origines
L'ordre militaire de Santiago a été fondé en 1170 par Pedro Fernández de Castro sur autorisation de Ferdinand II de León, roi de Castille.
Cet ordre fut confirmé par le Pape Alexandre III en 1175, puis ses statuts ont été approuvés en 1215 par le pape Innocent III lors du IVe concile du Latran.
L'ordre est introduit au Portugal vers 1172. La reconnaissance papale de l'autonomie de la branche portugaise de l'ordre n'a lieu qu'en 1288 par une bulle du pape Nicolas IV. Cependant cette autonomie était contestée par la Castille, et il fallut attendre une bulle du pape Nicolas V en 1452 pour que soit définitivement reconnue l'autonomie de l'ordre au Portugal, son grand maître étant l'infant D. Fernando, duc de Viseu et de Beja.
C'est par une bulle du 4 janvier 1551 que le pape Jules III désigne le roi du Portugal comme grand maître des trois ordres militaires du Portugal, et ce pour toujours.
En 1789 la reine Marie Ire de Portugal réforme l'ordre, qui reste un ordre monastico-militaire dirigé à la fois par le pape et le roi du Portugal. En tant que tel il s'éteindra en 1834 pour devenir un ordre honorifique à la suite de l'entrée en vigueur de la Constitution de la monarchie portugaise de 1826.
L'ordre fut réformé à nouveau en 1862 avant de s'éteindre en 1910 en même temps que les autres ordres honorifiques de la monarchie après la révolution du 5 octobre 1910 proclamant la république portugaise.
En 1918, pendant le gouvernement de Sidónio Pais, l'ordre est rétabli en tant qu'ordre honorifique, avec comme grand maître le président de la République portugaise.

## Description de l'insigne

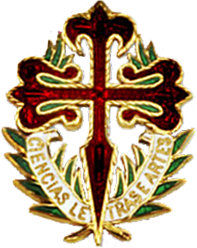
La croix de l'insigne de l'ordre

Dans tous les cas (grand collier, grand-croix, etc), on retrouve le même insigne. Il s'agit d'une croix en forme d'épée, la croix de saint Jacques.
En général, cette croix est en émail rouge et est mêlée de feuilles en émail vert. Sous l'épée on peut lire Ciências, Letras e Artes (Sciences, Lettres et Arts) écrit en lettres majuscules d'or sur fond blanc. Au-dessus de l'épée se trouve une couronne de laurier, les feuilles étant en émail. Le tout est bordé d'or.
L'insigne peut être tenu par un ruban violet qui peut être assez travaillé.
Il existe un collier, formé alternativement de couronnes de laurier (émail vert) et de croix de saint Jacques (émail rouge) au bas duquel se trouve l'insigne décrit plus haut.
Le grand collier, lui, possède sur tout son long des coquilles saint-Jacques accrochées chacune par deux chaînes. Au centre se trouve une autre coquille bordée par deux dauphins. Tout le collier est en or, à l'exception de la croix de l'Ordre, en émail violet, qui se trouve au bas du collier, entourée de feuilles de laurier en or et surmontée d'une couronne de laurier.
Il existe également une plaque formée de rayons (d'argent pour les commandeurs et d'or pour les grands officiers et grand-croix) ayant en leur centre la croix entourée par une couronne rouge sur laquelle est écrit en lettres d'or Ciências, Letras e Artes. Autour de cette couronne s'en trouve une autre de lauriers d'or.

## Membres
Ci-dessous une liste incomplète des membres de cet ordre. 

### Grand collier
Liste exhaustive des membres portugais à la date du 10 août 2008, par ordre chronologique croissant :
- José Saramago de Sousa (écrivain), Portugal, 26 janvier 1999

### Grand officier
Parmi beaucoup d'autres :
- Antonio Damasio (professeur de neurologie), 6 septembre 1995
- Agustina Bessa-Luís (écrivain), 9 avril 1981